# Pomorze Mazowieckie
Pomorze Mazowieckie – nazwa regionu geograficznego wprowadzona na potrzeby opisu północnych terenów przyłączonych do państwa polskiego w 1945 roku, znanych wcześniej jako Prusy Wschodnie. Nazwa ta została zarezerwowana przez dyrektora Instytutu Zachodniego w Poznaniu (Zygmunt Wojciechowski) w 1948 r. mimo odmiennych propozycji pozostałych pracowników tejże placówki.
Pomorze Mazowieckie określono w 1952 r. jako północno-wschodnią cześć Polski, sięgającą w kierunku zachodnim do dolnego biegu Wisły, a na południe do Puszczy Zielonej i Mazowsza. Do przełomu lat. 40 i 50. XX wieku nie obowiązywała jedna nazwa dla tych obszarów. Później głównie stosowano terminy Warmia i Mazury.
Nazwa w swoim założeniu miała wskazywać polską przynależność tej części Ziem Odzyskanych.